# نوتس آند ميلك
نوتس آند ميلك (بالإنجليزية:Nuts & Milk) لعبة منصات وألغاز يابانية أنتجت عام 1983 وطورت بواسطة شركة هادسن سوفت وتعمل اللعبة على عدة اجهزة منها جهاز نينتندو إنترتينمنت سيستم وجيم بوي أدفانس وهاتف محمول وهي عبارة عن لعبة متاهه تتطلب الوصول إلى الهدف.

## طريقة اللعب

لقطة شاشة من اللعبة

تتكون اللعبة من 3 كائنات أنت والعدو وصديقتك (السجينة) وكلما ماعليك هو ان تصل اليها وتحررها وهناك شخص يطاردك ويلاحقك واذا وصل اليك ستخسر.

## روابط خارجية
- Official Nintendo Wii Virtual Console Minisite (باليابانية)
- Official Nintendo 3DS eshop Minisite (باليابانية)
- Official Nintendo Wii U eshop Minisite (باليابانية)
- نوتس آند ميلك على موبي غيمز
- نوتس آند ميلك guide في موقع ستراتيجي ويكي
- Nuts & Milk at آي جي إن